# Pazzi-Verschwörung

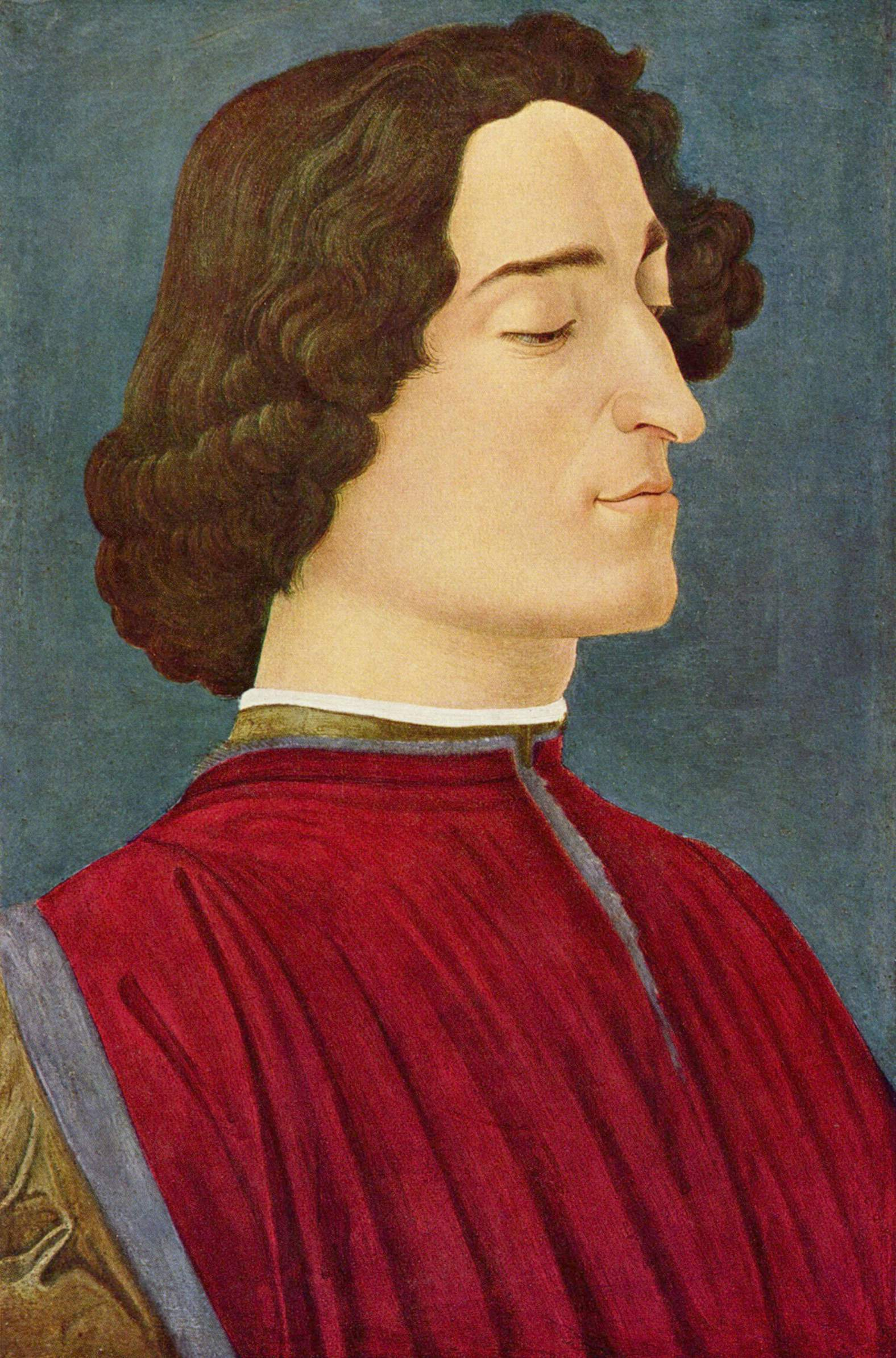
Porträt des Giuliano de’ Medici von Sandro Botticelli, Ende 15. Jh.

Die Pazzi-Verschwörung war eine Verabredung nicht nur innerhalb des Florentiner Patriziats, die herrschende Familie Medici durch die Ermordung ihres Oberhaupts Lorenzo il Magnifico und dessen Bruders und Mitregenten Giuliano di Piero de’ Medici als De-facto-Regenten der Toskana zu entmachten. Die Medici sollten durch Francesco de’ Pazzi und Girolamo Riario, einen Neffen des damaligen Papstes Sixtus IV. (Francesco della Rovere), ersetzt werden. Das Attentat wurde am 26. April 1478 ausgeführt, jedoch fiel ihm nur Giuliano de’ Medici zum Opfer.

## Politische Situation
Die Familie Pazzi war nicht der Urheber der Verschwörung; diese Rolle gebührt den Salviati, den päpstlichen Bankiers in Florenz. Papst Sixtus war ein Feind der Medici; er hatte die Herrschaft über die Festung Imola an der Grenze zwischen der Toskana und dem Kirchenstaat erlangt, die Lorenzo seinerseits für Florenz haben wollte. Der Erwerb war von der Pazzi-Bank finanziert worden, obwohl Francesco de’ Pazzi Lorenzo versprochen hatte, den Papst nicht zu unterstützen. Als Gegenleistung hatte Sixtus den Pazzi das Monopol für die Alaun-Minen von Tolfa versprochen – Alaun war ein wichtiges Beizmittel in der Textilfärberei, die wiederum ein wichtiger Bestandteil des Textilhandels und damit der Florentiner Wirtschaft war; darüber hinaus hatte er der Pazzi-Bank lukrative Rechte an der päpstlichen Vermögensverwaltung zugesprochen. Sixtus ernannte seinen Neffen Girolamo Riario zum Statthalter in Imola und Francesco Salviati zum Erzbischof von Pisa, einem früheren wirtschaftlichen Konkurrenten und nunmehr Untergebenen von Florenz. Lorenzo wiederum befahl Pisa, Salviati von seinem Bischofssitz auszusperren.

## Die Verschwörung

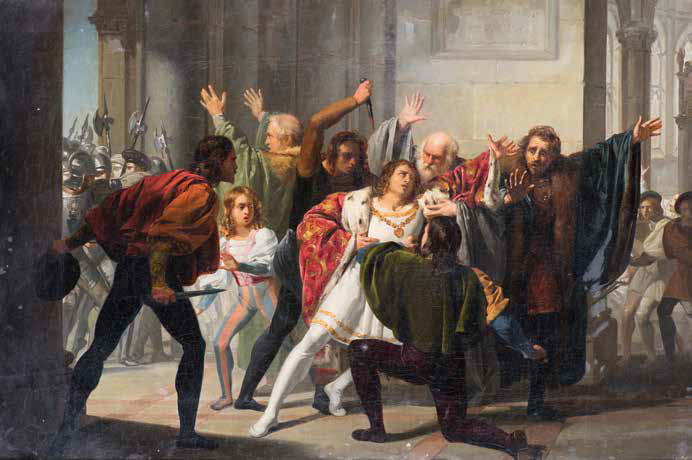
Ermordung von Giuliano de’ Medici im Dom Santa Maria del Fiore (Gemälde von Stefano Ussi)

Salviati und Francesco de’ Pazzi stellten den Plan zur Ermordung Lorenzos und Giulianos auf. Riario selbst blieb in Rom. Der Plan war weitgehend bekannt, der Papst soll gesagt haben: „Ich unterstütze es – solange niemand getötet wird.“ 2004 wurde von Marcello Simonetta, einem Historiker an der Wesleyan University in Connecticut, ein chiffrierter Brief in den Archiven der Familie Ubaldini gefunden und entschlüsselt. Er deckte auf, dass Federico da Montefeltro, Herzog von Urbino, ein päpstlicher Condottiere, tief in die Verschwörung verstrickt war: Er hatte zugesagt, 600 Soldaten außerhalb von Florenz in Stellung zu bringen, um auf den geeigneten Moment zum Eingreifen zu warten.

## Der Anschlag
Am Sonntag, den 26. April 1478, während des Hochamts im Dom Santa Maria del Fiore, wurde Giuliano de’ Medici von einer Gruppe, darunter ein Priester, niedergestochen; er verblutete auf dem Boden der Kathedrale, während sein Bruder Lorenzo verwundet entkam und von dem Humanisten Angelo Poliziano in der Sakristei eingeschlossen wurde. Der Versuch, das Amt des Gonfaloniere und die Signoria zu besetzen, wurde vereitelt, als der Erzbischof und das Oberhaupt der Salviati-Familie in einem Raum gefangen wurden, deren Türen verborgene Riegel hatten. Der Staatsstreich war gescheitert.

## Standgericht an den Verschwörern

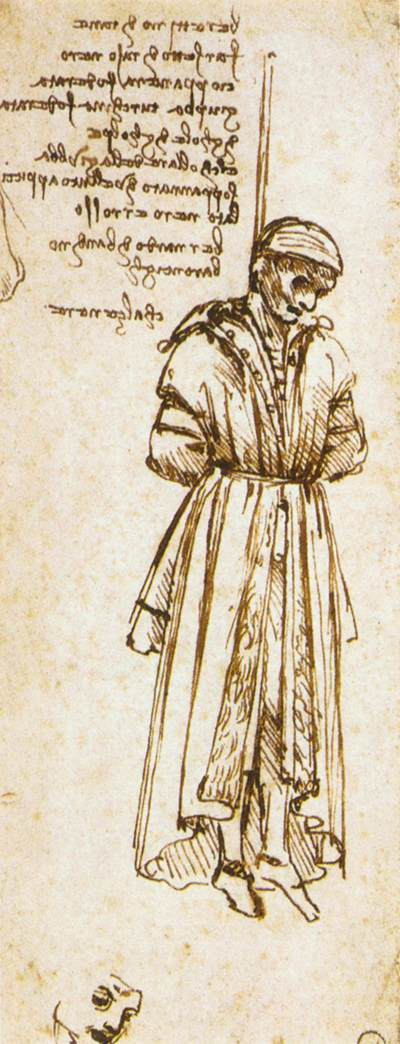
Bernardo di Bandino Baroncelli wurde am 29. Dezember 1479 gehängt (Skizze von Leonardo da Vinci)

Die wütenden Florentiner töteten die Verschwörer, die sie ergreifen konnten. Jacopo de’ Pazzi wurde aus einem Fenster gestoßen, von der Menge aufgegriffen, nackt durch die Straßen der Stadt gestoßen und in den Arno geworfen. Der Familie Pazzi wurden ihre Florentiner Besitzungen weggenommen, jede Spur ihres Namens wurde getilgt. Salviati, obwohl Erzbischof, wurde an den Mauern des Palazzo della Signoria gehängt. Obwohl Lorenzo an die Menge appellierte, wurden neben den Verschwörern auch viele getötet, die nur der Verschwörung bezichtigt wurden. Lorenzo gelang es, den Kardinal Raffaele Riario zu retten, einen Neffen des Papstes, der fast sicher mit der Verschwörung nichts zu tun hatte, ebenso wie zwei Verwandte der Verschwörer. Die entkommenen Beteiligten wurden durch ganz Italien gejagt. Weitere Bestrafungen hingegen, die Lorenzo angeordnet haben soll (darunter angeblich Hunderte von Hinrichtungen), sind historisch nicht bezeugt.

## Folgen
Als Folge der sogenannten Pazzi-Verschwörung wurde Florenz vom Papst wegen der Tötung des Erzbischofs unter Interdictum gestellt, so dass das Lesen der Messe und die Kommunion verboten war. Sixtus verpflichtete den traditionellen militärischen Arm des Papstes, den König von Neapel, Ferdinand I. (Ferrante), Florenz anzugreifen. Da er keine Hilfe von seinen üblichen Verbündeten, Bologna und Mailand, erhielt, war Lorenzo gezwungen, sich mit geschickter Diplomatie über den Tag zu retten. Er segelte nach Neapel und begab sich in die Gewalt Ferrantes, der ihn drei Monate gefangen hielt, bevor er ihn mit Geschenken freiließ. Lorenzos Mut und seine machiavellistische Realpolitik zeigten Ferrante, wie der Papst sich verhalten würde, falls er auf seinem Feldzug im Norden zu erfolgreich wäre.

## Adaption
- Die Pazzi-Verschwörung ist Gegenstand des Videospiels Assassin’s Creed II.
- Die Handlung des Spielfilms Hannibal nimmt auf die Pazzi-Verschwörung Bezug.
- Die Handlung der ersten Staffel der Historienserie Da Vinci’s Demons endet mit der Ermordung von Giuliano di Piero de’ Medici.
- Die letzten Episoden der ersten Staffel der Serie Die Medici – Herrscher von Florenz handeln von der Pazzi-Verschwörung
- Richard Dübell: Eine Messe für die Medici. Nymphenburger Verlag/F. A. Herbig Verlagsbuchhandlung, München 2000, ISBN 3-485-00835-4.